# Veronica lavaudiana
Veronica lavaudiana är en grobladsväxtart som beskrevs av Etienne Fiacre Louis Raoul. Veronica lavaudiana ingår i släktet veronikor, och familjen grobladsväxter. Inga underarter finns listade i Catalogue of Life.